# Anna
Uppslagsorden "Anne" och "Ann" leder hit. För andra betydelser, se Anna (olika betydelser), Anne (olika betydelser) eller Ann (olika betydelser).

Anna var enligt apokryfa Jakobs protevangelium jungfru Marias moder (allegorisk målning av Leonardo da Vinci).

Anna eller Anne och Ann är ett kvinnonamn som antas ha sitt ursprung i den grekiska formen av det hebreiska namnet Hanna eller Channa med betydelsen 'nåd' eller 'den benådade'.
Enligt Jakobs protevangelium var Anna Jungfru Marias mor och namnet spreds med katolicismen och dess starka Mariakult under medeltiden. Det äldsta belägget i Sverige är från 1291. Efter erkännandet av kulten av Sankta Anna på ett kyrkomöte under 1400-talet fick namnet en stor spridning i hela Norden. Under 1800-talet var Anna det allra vanligaste namnet bland svenska kvinnor.
År 2020 fanns det totalt 100 259 kvinnor med namnet Anna som tilltalsnamn, vilket gör det till Sveriges vanligaste tilltalsnamn bland kvinnor.
Motsvarande siffror för Ann var 14 812 och för Anne 9 132.
Namnsdagen för Anna i Sverige är 9 december, den så kallade Annadagen. I den finlandssvenska namnsdagslängden har Anna namnsdag 9 december sedan starten 1929, då en egen namnsdagskalender togs i bruk för finlandssvenskar. Från 1989 finns också parallellformen Anne i den finlandssvenska namnsdagskalendern och från 2015 parallellformen Ann. Samma dag har också Annika, Annette, Anneli och Anni namnsdag i den finlandssvenska almanackan. 

## Varianter
- Anne (franska, engelska, danska, norska)
- Ann
- Annie (engelska)
- Anja (ryska för liten Anna)
- Anita (spanska för liten Anna)
- Ana (spanska, portugisiska, georgiska, bosniska, serbiska, kroatiska m. fl.)
- Ania (polska diminutiv för Anna)

Anna, Ann och Anne förekommer också i en rad olika dubbelnamn, som till exempel Ann-Marie och Anna-Maria.

## Personer med namnet Anna
- Anna, jungfru Marias mor
- Anna, svensk sångerska
- Anna, brittisk sångerska

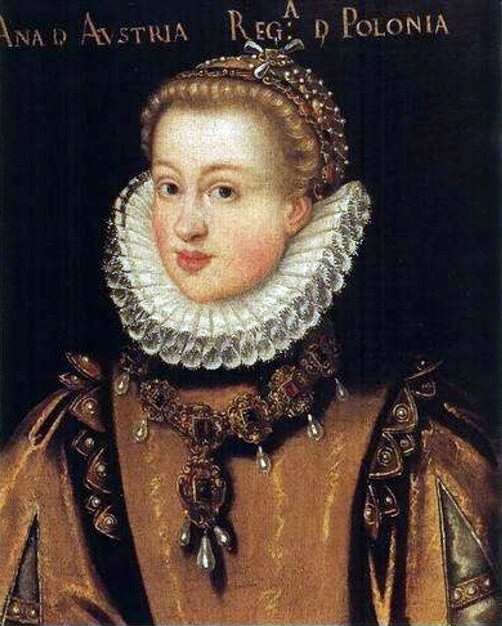
Drottning Anna av Polen och Sverige

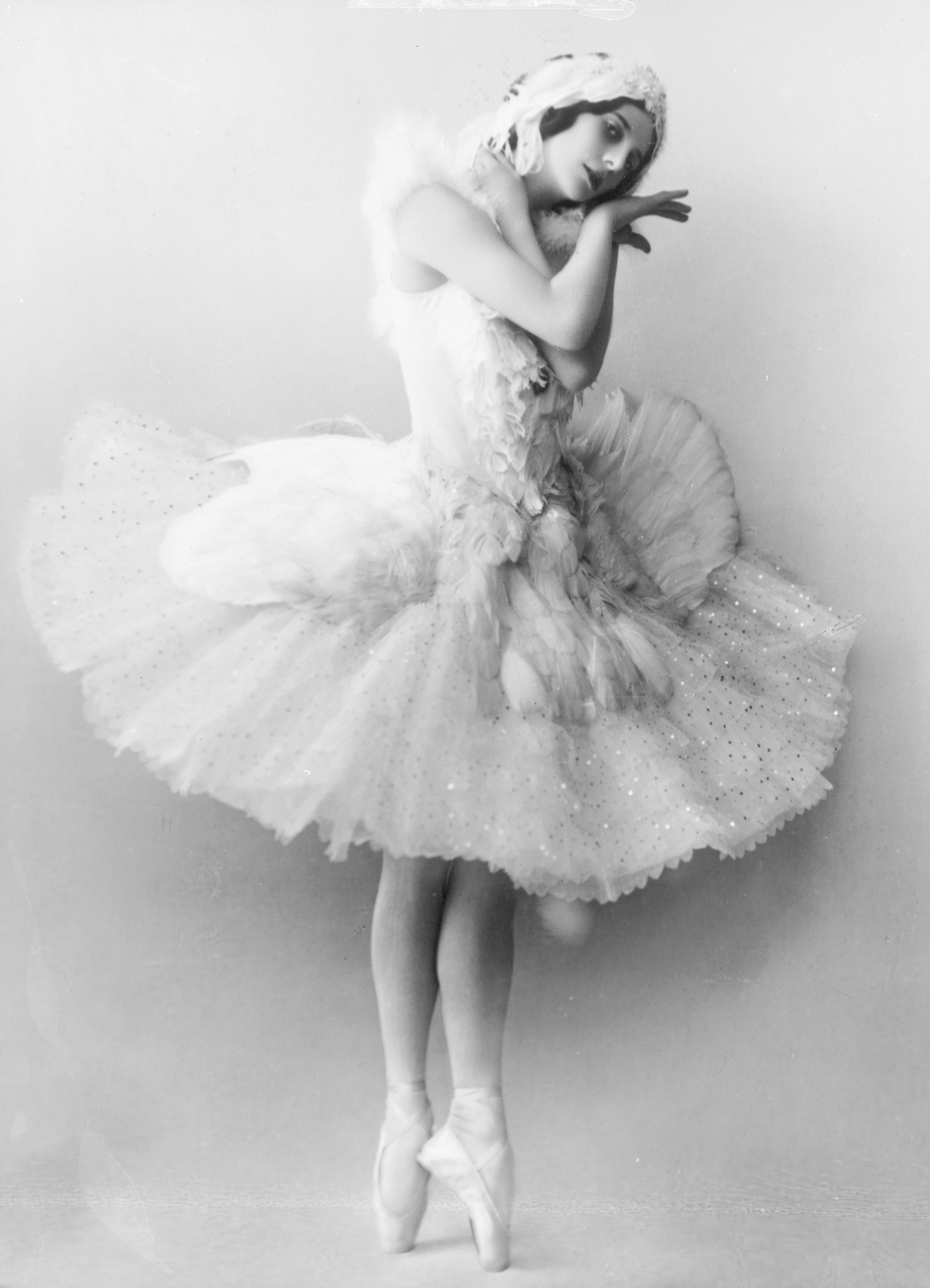
Anna Pavlova

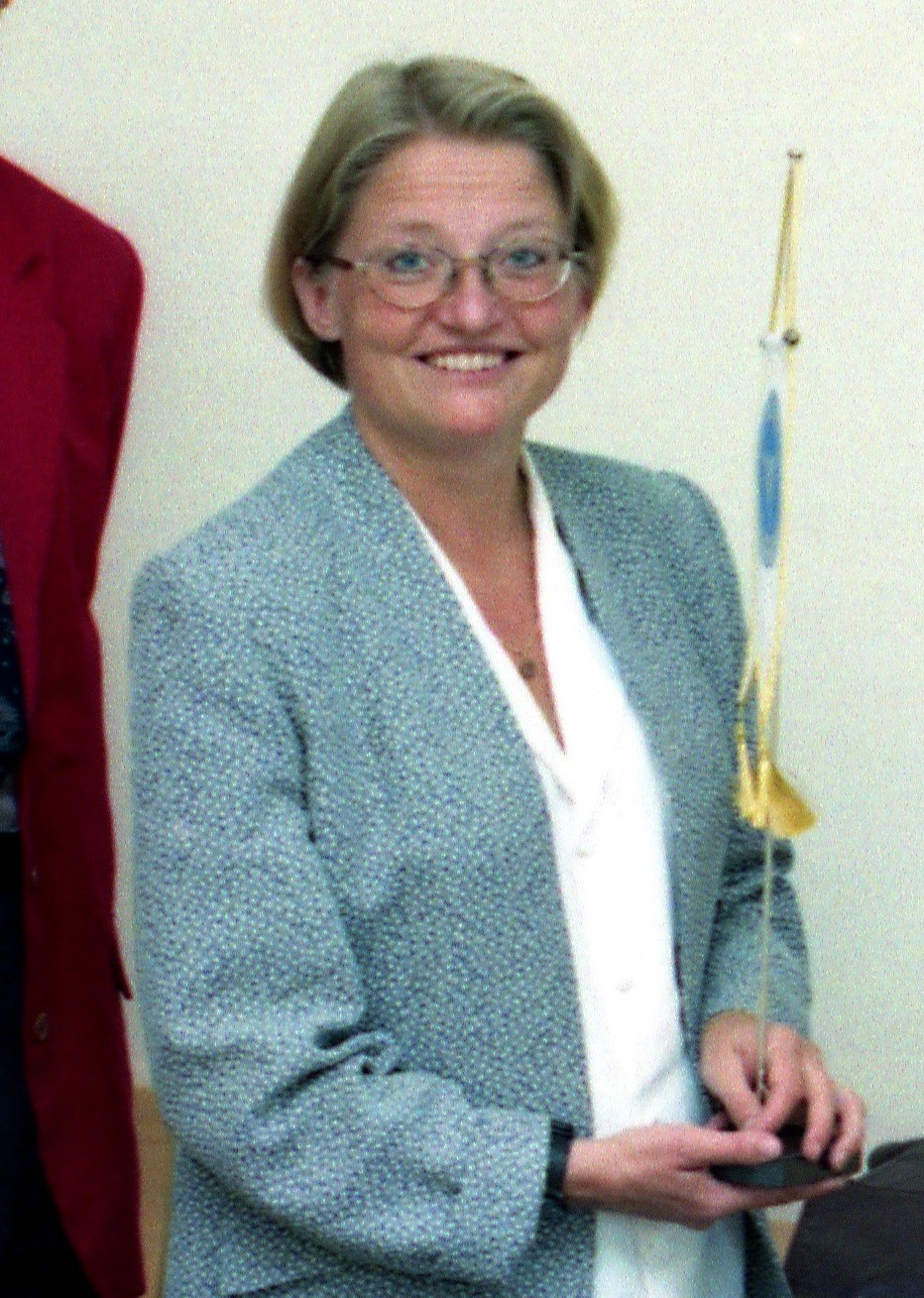
Anna Lindh

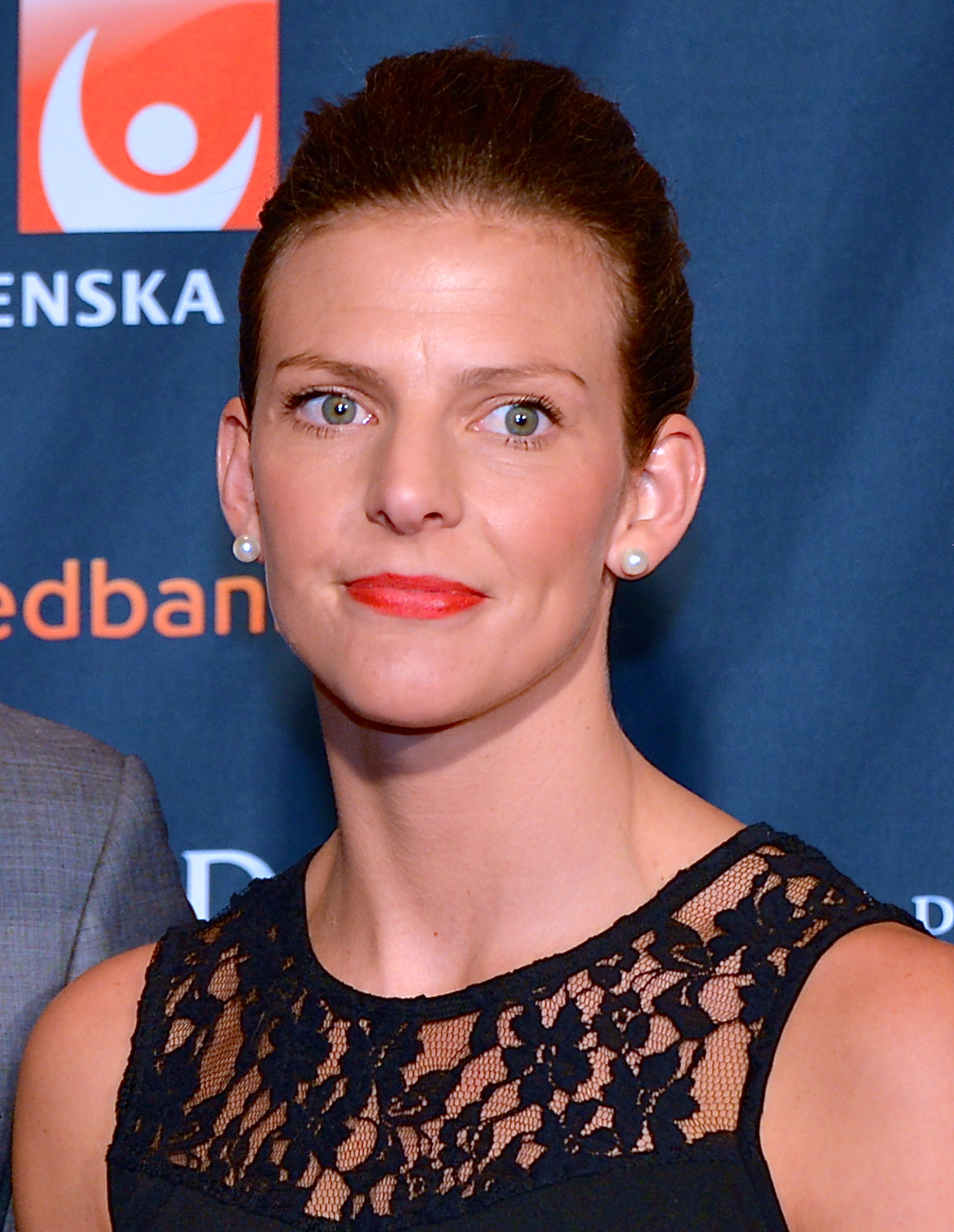
Anna Lindberg

- Anna av Bretagne, fransk drottning
- Anna av Danmark (1532–1585), dansk prinsessa, kurfurstinna av Sachsen
- Anna av Danmark (1574–1619), dansk prinsessa, drottning av England och Skottland
- Anna av Kleve, engelsk drottning
- Heliga Anna av Novgorod, dotter till Olof Skötkonung, helgon i Rysk-ortodoxa kyrkan
- Anna av Polen, polsk drottning
- Anna av Storbritannien, brittisk monark
- Anna av Storbritannien (1709–1759), brittisk prinsessa
- Anna av Österrike (1528–1590), dotter till kejsar Ferdinand I
- Anna av Österrike (1549–1580), dotter till kejsar Maximilian II
- Anna av Österrike (1573–1598), dotter till ärkehertig Karl II
- Anna av Österrike (1585–1618), dotter till ärkehertig Ferdinand II
- Anna av Österrike (1601–1666), dotter till kung Filip III
- Anna Achmatova, rysk poet
- Anna Ancher, dansk konstnär
- Anna-Lisa Baude, svensk skådespelare
- Anna Bergendahl, svensk sångerska
- Anna Bergenström, svensk matskribent
- Anna Blomberg, svensk skådespelare och komiker
- Anna Blomberg, finländsk fotograf
- Anna Boberg, svensk konstnär
- Anna Book, svensk sångerska
- Ana Brnabić, serbisk politiker och premiärminister
- Anna Bromberg Sehlberg, publicist och gallerist
- Anna-Lena Brundin, svensk författare och komiker
- Anna Maria Corazza Bildt, svensk politiker (m)
- Anna-Lisa Ericsson, svensk skådespelerska
- Anna Eriksdotter, den sista personen som avrättades för häxeri i Sverige
- Anna Maria Espinosa, svensk sångerska
- Anna Faris, amerikansk skådespelare
- Anna Gavalda, fransk författare
- Anna Charlotta Gunnarson, svensk journalist
- Anna Haag, svensk skidåkare, bragdmedaljör
- Anna Hasselborg, svensk curlare, OS-guld 2018
- Anna Hedborg, svensk politiker (s), f.d. statsråd
- Anna Hedenmo, svensk journalist
- Anna Ivanovna, rysk kejsarinna
- Anna Jansson, svensk författare
- Ana Johnsson, svensk sångerska, känd under mononymet Ana
- Anna Järvinen, sverigefinsk musiker
- Anna-Karin Kammerling, svensk simmare
- Anna Kinberg Batra, svensk politiker (M), tidigare partiordförande
- Anna Komnena, bysantinsk prinsessa och författare
- Anna Kurnikova, rysk tennisspelare
- Anna Lagerquist, svensk handbollsspelare
- Anna Larsson, svensk friidrottare
- Anna-Lotta Larsson, svensk sångerska
- Anna Laurell, svensk boxare
- Anna-Greta Leijon, svensk politiker (s), f.d. statsråd
- Anna Le Moine, svensk curlingspelare
- Anna Maria Lenngren, svensk poet
- Anna Leopoldovna, tysk hertiginna, rysk regent
- Anna Lindahl, svensk skådespelerska
- Anna Lindberg, svensk simhoppare
- Anna Lindh, svensk politiker och utrikesminister (s)
- Anna Lindmarker, svensk journalist
- Anna Magnusson, svensk skidskytt
- Anna Mannheimer, svensk programledare och journalist
- Anna Månsdotter, Yngsjömörderskan
- Anna Odell, svensk konstnär och filmregissör
- Anna Olsson (kanotist), OS-guld 1984
- Anna Olsson, svensk skidåkare
- Anna Ottosson Blixth, svensk alpin skidåkare
- Anna Pavlova, rysk ballerina
- Anna Petrovna av Ryssland, rysk storfurstinna
- Anna Pettersson, teaterskådespelare
- Anna Politkovskaja, rysk journalist och människorättskämpe
- Anna Sahlstén, finländsk målare
- Anna "Sahlene" Sahlin, svensk sångerska
- Anna Sjödin, svensk politiker (s)
- Anna Sjöström, svensk fotbollsspelare
- Anna Nicole Smith,  amerikansk fotomodell och skådespelerska
- Anna Sundqvist, svensk skådespelare
- Anna Söderberg, svensk friidrottare
- Anna Ternheim, svensk singer/songwriter
- Anna Tjakvetadze, rysk tennisspelare
- Anna Tjitjerova, rysk höjdhoppare
- Anna Vasa, svensk prinsessa, dotter till kung Johan III
- Anna Maria Vasa, svensk prinsessa, pfalzisk furtinna, dotter till kung Gustav I
- Anna Maria Vasa (1593-1600), svensk och polsk prinsessa, dotter till kung Sigismund
- Anna Vissi, cypriotisk sångerska
- Anna Wahlgren, svensk författare
- Anna Westergaard, dansk politiker och feminist
- Anna Whitlock, svensk skolpionjär och kvinnosakskämpe
- Anna Carin Zidek, svensk skidskytt
- Anna-Lisa Öst, ("Lapp-Lisa"), svensk sångerska och frälsningsofficer

## Personer med namnet Anne eller Ann

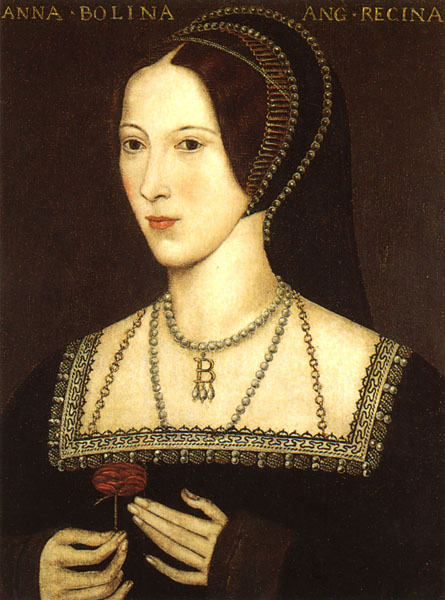
Anne Boleyn

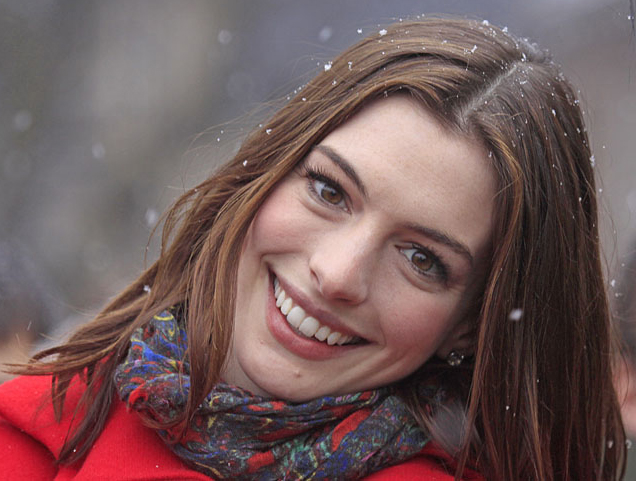
Anne Hathaway

- Prinsessan Anne, brittisk prinsessa
- Anne Applebaum, amerikansk författare
- Anne Bancroft, amerikansk skådespelare
- Anne Boleyn, engelsk drottning
- Anne Brontë, engelsk författare
- Anne Chabanceau de La Barre, fransk sångerska
- Ann Forstén, finländsk paleontolog
- Anne Frank, tysk dagboksförfattare
- Ann-Louise Hansson, svensk sångerska
- Anne Hathaway, amerikansk skådespelare
- Anne Heche, amerikansk skådespelare
- Anne Holt, norsk kriminalförfattare
- Ann Lee (shakers), brittisk andlig ledare
- Anne Charlotte Leffler, svensk författare
- Ann Linde, politiker (s), statsråd
- Anne Linnet, dansk sångerska
- Anne Lundberg, svensk programledare
- Anne Birgitte Lundholt, dansk politiker och direktör
- Anne Marden, amerikansk roddare
- Ann Miller, amerikansk skådespelerska
- Anne Neville, engelsk drottning
- Ann-Margret Olsson, svensk skådespelerska
- Anne Marie d'Orléans, drottning av Sardinien
- Ann Packer, brittisk friidrottare
- Ann Petrén, svensk skådespelerska
- Ann Radcliffe, brittisk författare
- Anne Rice, amerikansk författare
- Ann Sheridan, amerikansk skådespelerska
- Ann Sidén, svensk skulptör
- Anne Wibble, svensk politiker (fp), statsråd
- Ann Wilson (dansare), svensk dansare
- Ann Zacharias, svensk skådespelerska

## Fiktiva figurer med namnet Anna, Anne eller Ann
- Prinsessan Anna av Arendal, huvudperson i Disney-filmen Frost.
- Anna, torpardotter och huvudperson i sångspelet Värmlänningarna av Fredrik August Dahlgren och Andreas Randel från 1846.[9]
- Anna Andersson, storasyster till huvudpersonen Sune i barnboksserien av Anders Jacobsson och Sören Olsson.
- Anna Karenina, huvudperson i Lev Tolstojs verk med samma namn.
- Anne på Grönkulla, huvudperson i barnboksserien av Lucy Maud Montgomery, vars första del utkom 1908.
- Anna Svensson, karaktär i tv-serien Solsidan